# Guido Van Liefferinge
Guido Van Liefferinge (Overboelare, 4 december 1941) is een voormalig Belgisch redacteur. Hij is getrouwd met journaliste Gaby Feyaerts. Van Liefferinge was ook medeproducent van de Gaston en Leo-films.

## Levensloop
Hij was de stichter van een aantal Vlaamse tijdschriften, waaronder Joepie en Dag Allemaal, het meest gelezen Belgische blad.
In 2000 raakte hij na een kritisch interview in conflict met De Persgroep, de uitgever waarmee hij jarenlang samenwerkte. Hij werd dat jaar aan de deur gezet. Dat leidde tot een jarenlang juridisch conflict.
Begin in 2006 publiceerde Van Liefferinge een boek, Glamour en glitter, geld en macht, waarin hij de concentratie in de perswereld aan de kaak stelt. Deze concentratie leidt tot onnoemelijke misbruiken. Ook hekelt hij de houding van sommige concurrenten, die "wie week na week een tribune geven aan ex-gangsters, druggebruikers, pooiers, financiële bollebozen...". De machtsconcentratie en de oneerlijke schandaaljournalistiek destabiliseren de samenleving en ondermijnen de democratie. Tussendoor onthulde hij nog een reeks fraudegevallen die de belastingdienst zouden kunnen interesseren, al zijn de meeste wellicht verjaard.
In 2024 publiceerde hij Man bijt Van Thillo over de jarenlange juridische strijd met DPG Media. Na een verzoek van DPG Media werd de verkoop van het boek verboden door de Brusselse ondernemingsbank.